# Vriezenveense Harmonie
De Koninklijk Erkende Vriezenveense Harmonie is een symfonisch blaasorkest uit Vriezenveen dat behoort tot de top van de Nederlandse amateurorkesten. De vereniging is opgericht op 1 januari 1920 en in 1995 onderscheiden met de Koninklijke Erepenning. De uit 220 leden bestaande vereniging bestaat uit een groot harmonieorkest, drie opleidingsorkesten en drie slagwerkgroepen. Daarnaast beschikt de harmonie over een eigen opleidingsinstituut gevestigd in het verenigingsgebouw Odeon.

## Over de Vriezenveense Harmonie
Het uit 90 leden bestaande harmonieorkest speelt in de eerste divisie van de KNMO. Dit orkest staat sinds 2014 onder leiding van Erik van de Kolk. Het orkest werd in 2003 Nederlands kampioen. Het vertegenwoordigde Nederland in 2004 op een internationaal concours in Frankrijk, waar een eerste prijs met onderscheiding (Prix d’Exellence) werd behaald. In 2006 werd het orkest Nederlandse kampioen harmonieorkesten van alle muziekfederaties. Het orkest geeft tal van concerten, zowel in Vriezenveen als buiten de regio.
In 1950 is aan de harmonie een drumband toegevoegd. Deze heeft zich tot een ca. 30 leden tellende slagwerkgroep ontwikkeld die ook op het hoogste amateurniveau musiceert. In 1999 werd de nationale titel behaald.
De Vriezenveense Harmonie heeft haar eigen opleidingscentrum Odeon, waar muzieklessen worden gegeven door gekwalificeerde docenten. In 2007 is men als harmonieorkest zelfs gestart met een opleiding voor strijkinstrumenten. Het van alle gemakken voorziene Odeon, heeft een zaal met een goede akoestiek, die ook uitstekend geschikt is voor het maken van audio-opnamen. In 2006 is een digitale kopie van dit gebouw opgenomen in het computersimulatiespel SimCity4.